# Neuvic (Corrèze)
Neuvic – miejscowość i gmina we Francji, w regionie Nowa Akwitania, w departamencie Corrèze.
Według danych na rok 1990 gminę zamieszkiwało 1829 osób, a gęstość zaludnienia wynosiła 25 osób/km² (wśród 747 gmin Limousin Neuvic plasuje się na 53 miejscu pod względem liczby ludności, natomiast pod względem powierzchni na miejscu 7).